# 耶路撒冷圍城戰 (1947—1948年)

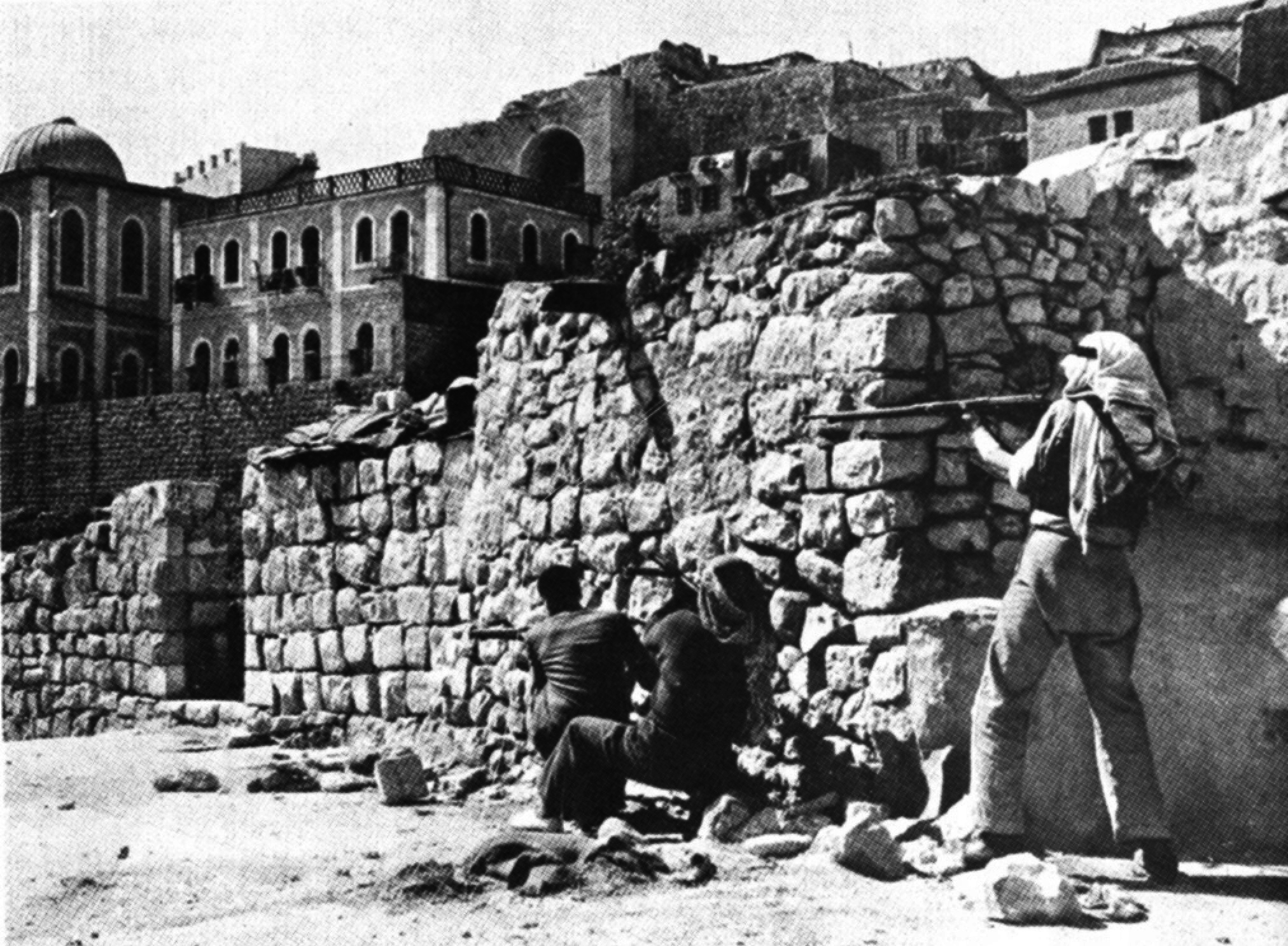
耶路撒冷圍城戰

耶路撒冷圍城戰是第一次中东战争期間犹太人民兵和阿拉伯人民兵為奪取巴勒斯坦託管地的耶路撒冷而爆發的衝突。以色列建國後對陣雙方變成以色列國防軍和约旦軍隊。
根据1947年聯合國大會第181號決議，耶路撒冷将成为一块由国际机构管理的分離實體，不屬於猶太國或阿拉伯國。然而，犹太人民兵和阿拉伯人民兵並不理睬該決議，1947年12月底，他們就為了该市的控制權而爆发战斗。
1948年2月开始，阿拉伯人民兵為了切斷猶太人的補給，將特拉维夫到耶路撒冷之間的走廊切斷。同年4月中旬，犹太人民兵突破了阿拉伯人的封锁。
1948年5月14日（以色列獨立）及随后几天，齊奧尼步兵旅和雷爾裝甲旅在伊尔贡的支援下進攻耶路撒冷的阿拉伯人聚居區。与此同时，阿拉伯军团又控制拉特伦，並再次封锁西耶路撒冷。
阿拉伯人民兵逐漸被以色列擊潰，這促使約旦國王阿卜杜拉一世下令支援阿拉伯军团，並將约旦军队部署在东耶路撒冷。隨後約旦軍隊占领耶路撒冷旧城的犹太区，並驱逐當地的猶太人，約旦軍隊還俘虜了以色列國防軍士兵並將他們带回约旦。以色列國防軍对拉特伦发动三次进攻，试图打通通往當地的道路，但没有成功；他们随后在6月11日停火之前修建了一条通往耶路撒冷的替代道路（博马之路），再次成功突破了封锁。
第一次中東戰爭結束后，耶路撒冷被以色列和约旦瓜分，以色列控制西耶路撒冷，约旦控制东耶路撒冷及耶路撒冷老城。